# Museo dello spazzacamino
Das Museo dello spazzacamino (Schornsteinfeger-Museum) steht in Santa Maria Maggiore im Valle Vigezzo in der italienischen Region Piemont. Es ist das einzige Museum dieser Art in Italien. 1983 wurde es eingeweiht und 2005 renoviert. Verwaltet wird es von der „Associazione Nazionale Spazzacamini“.

## Lage
Das Museum steht im Zentrum des Ortes im Park der Villa Antonia, dem ehemaligen Wohnsitz von Goldschmieden und Kunstmalern. Die Villa wurde im 18. Jahrhundert von der Familie Rossetti erbaut. Der Zugang zum Museum erfolgt von der Parkseite her. Im selben Gebäude ist auch die Gemeindeverwaltung untergebracht mit Zugang von der Straßenseite.

## Ortswahl
Dass das Museum gerade im Valle Vigezzo steht, ist kein Zufall, wird das Tal doch bereits in der Mitte des 16. Jahrhunderts „Tal der Kaminfeger“ genannt. 1538 schrieb der Glarner Chronist Aegidius Tschudi in „Die uralt wahrhaftig Alpisch Rhetia“: „…im Val Vejetz sind alles Kaminfeger, die nach Neapel, Sizilien, Frankreich und Tütschland ziehen.“ Der Kartograf Johannes Stumpf schrieb 1548 in seiner Chronik der Eidgenossenschaft: „Das Kämifegertal das man nennet Vallis Vagetia. Darauss kommend gemeinlich alle Kaminfaeger die durchziehend gemeinlich alle lender des gantzen Europae seübernd die Camin: das gelt so sy mit dieser ruossigen und sorglichen arbeit gewünnend tragend sy heim jr weyb und kind darmit zeerneren.“

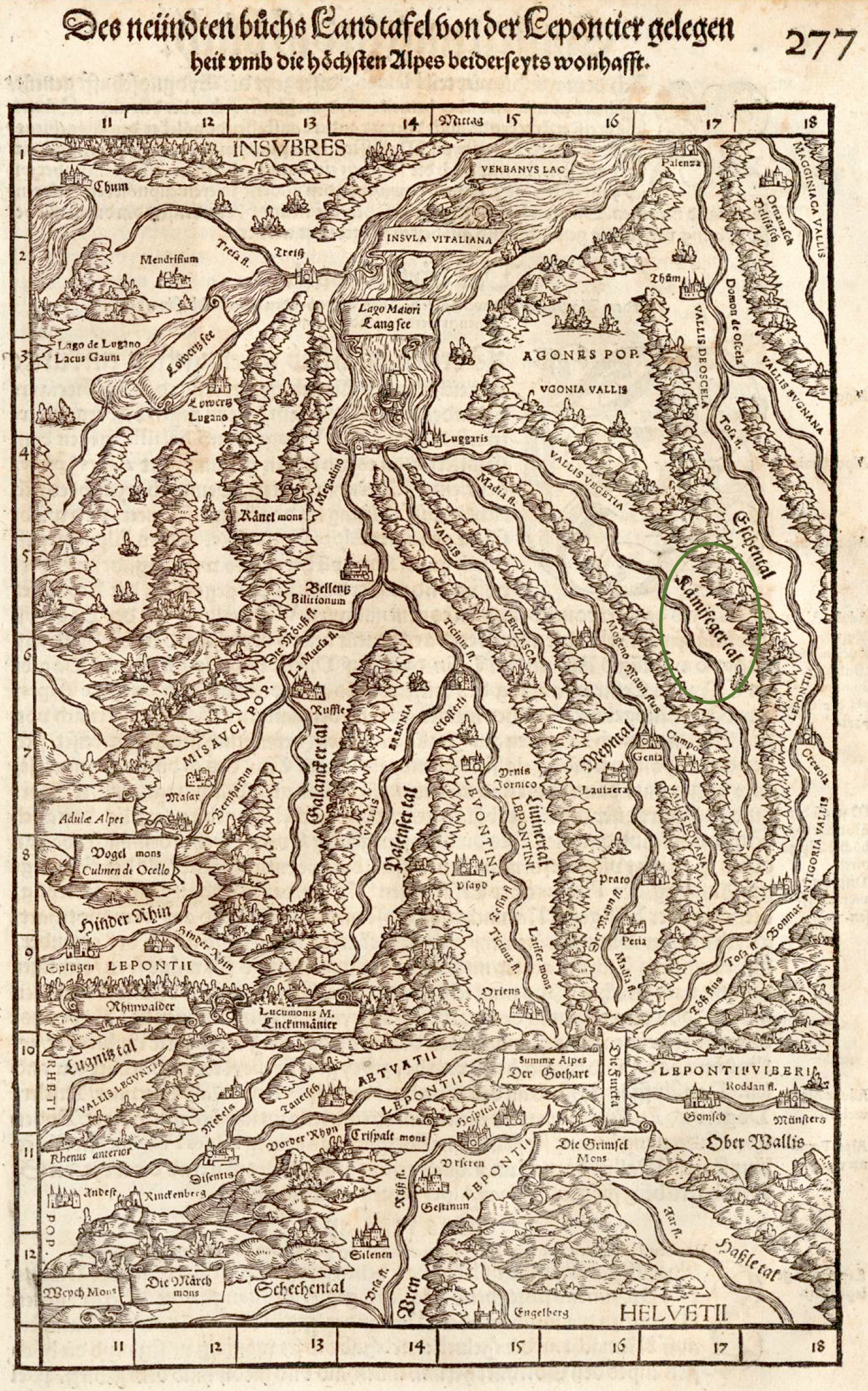
Auf der Karte von Johannes Stumpf von 1548 rechts außen das „Kämifegertal“
Denkmal für Faustino Cappini in Malesco
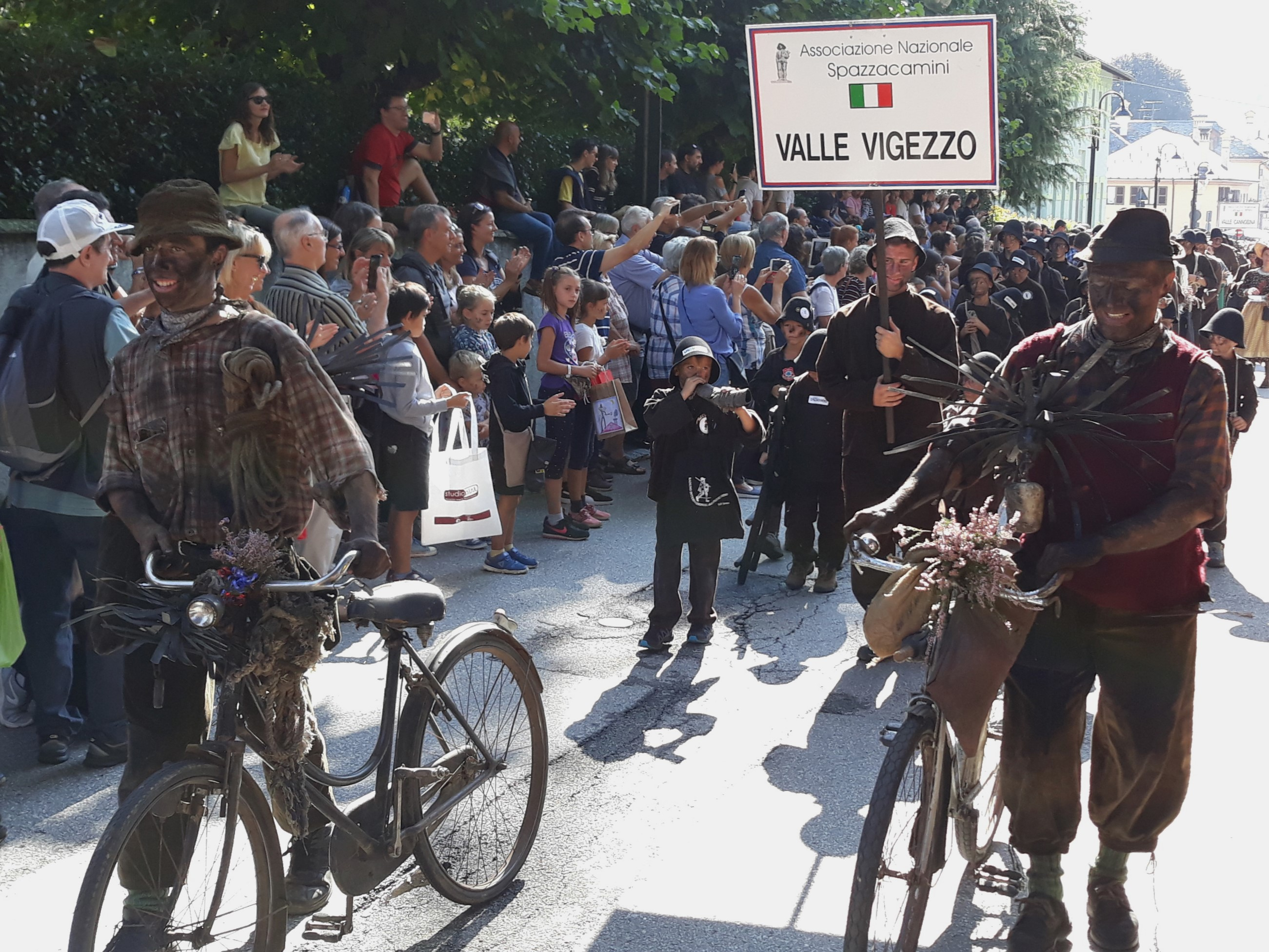
Kaminfegertreffen am 1. September 2019

In Santa Maria Maggiore treffen sich jeweils am ersten Septemberwochenende seit über dreißig Jahren Kaminfeger aus aller Welt zum internationalen Schornsteinfegertreffen. Im Nachbardorf Malesco erinnert ein Denkmal an die Kaminfegerkinder. Es zeigt den dreizehnjährigen Faustino Cappini (1917–1929), der während seiner Arbeit als Kaminfeger von einem Dach zu Tode stürzte.

## Ausstellung
Die Geschichte der Schornsteinfeger und ihrer Arbeit wird anhand von Gegenständen und Veröffentlichungen aller Art erzählt. Gezeigt werden unter anderem Arbeitskleider, alte Geräte der Kaminfeger, Fahrräder, Zeichnungen, Gemälde, historische Fotografien und diverse Gegenstände. Begleitet wird der Besucher durch Musik und Klänge, die mit dem Handwerk in Zusammenhang stehen. Thematisiert wird auch die Geschichte der Schornsteinfeger-Emigranten und die Ausbeutung der kleinen Schornsteinfegerbuben aus den armen Bergdörfern der Region, den spazzcamini. So ertönt zum Beispiel das populäre Lied Lo spazzocamino. Ziel der Ausstellung ist es, einer symbolträchtigen Auswandererfigur aus Vigezzo zu gedenken, die maßgeblich zum wirtschaftlichen und kulturellen Aufstieg des Tals beigetragen hat.

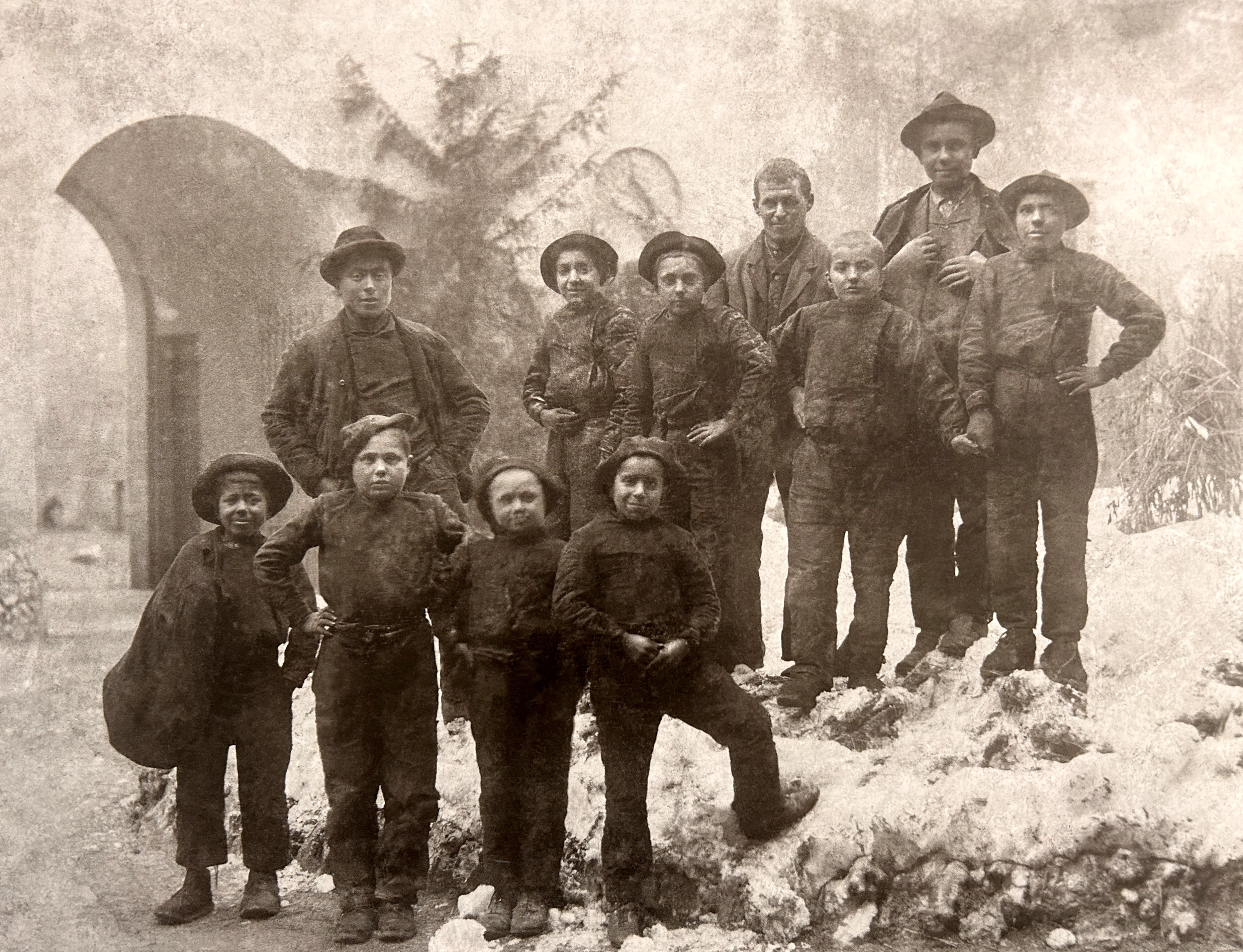
Spazzocamini in Mailand um 1900
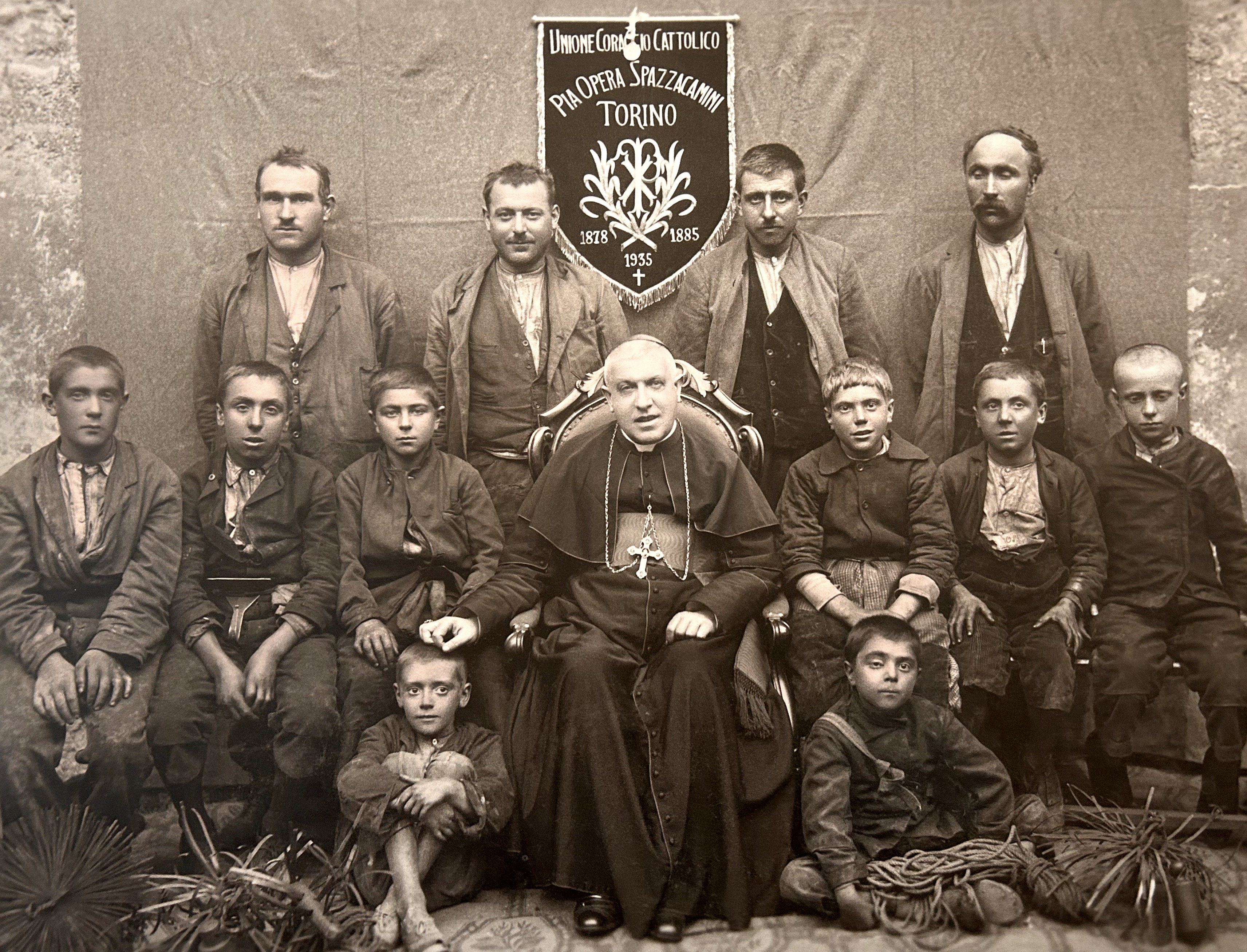
Katholisches Hilfswerk für Schornsteinfeger
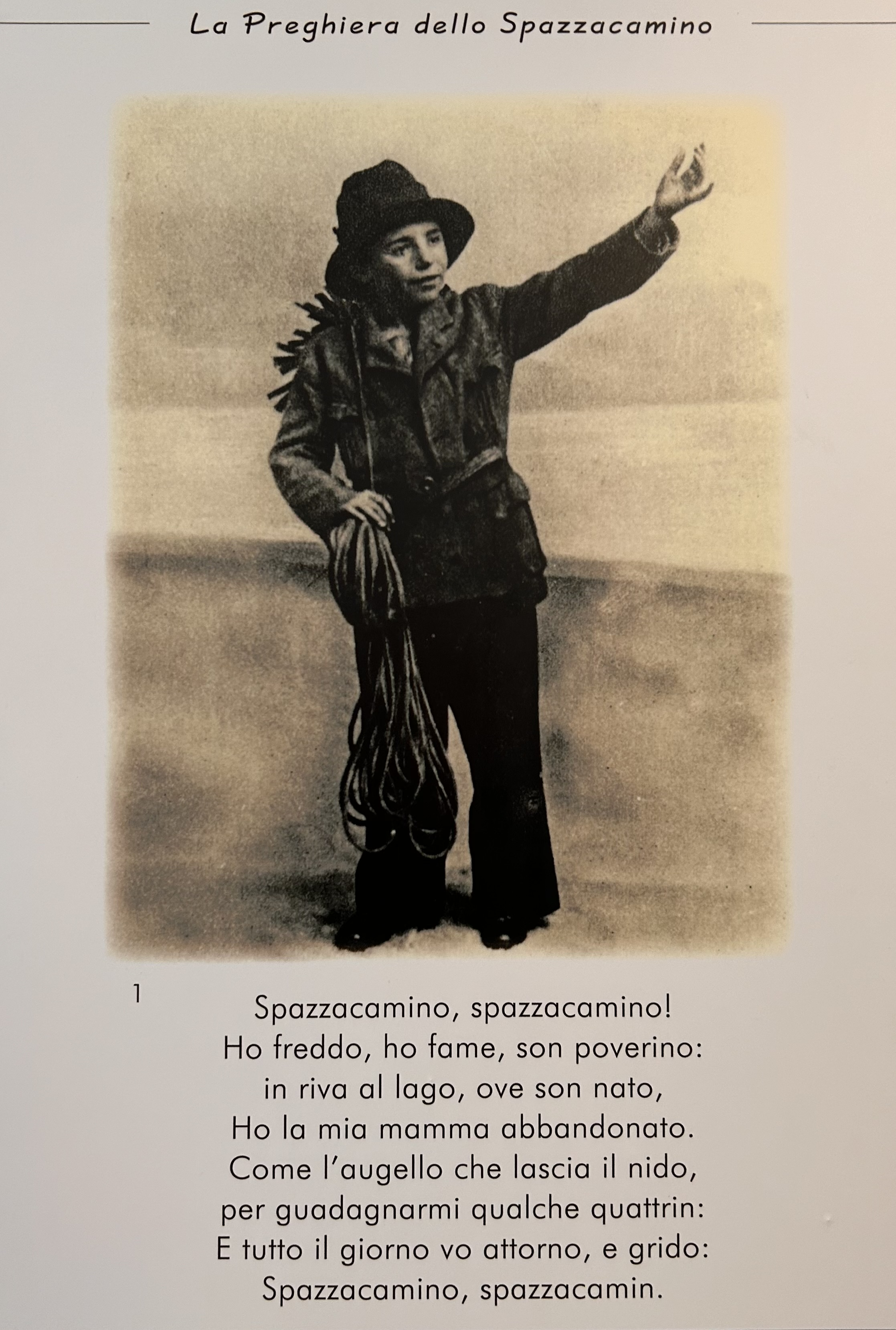
Gebet eines Spazzocamino, erster Vers
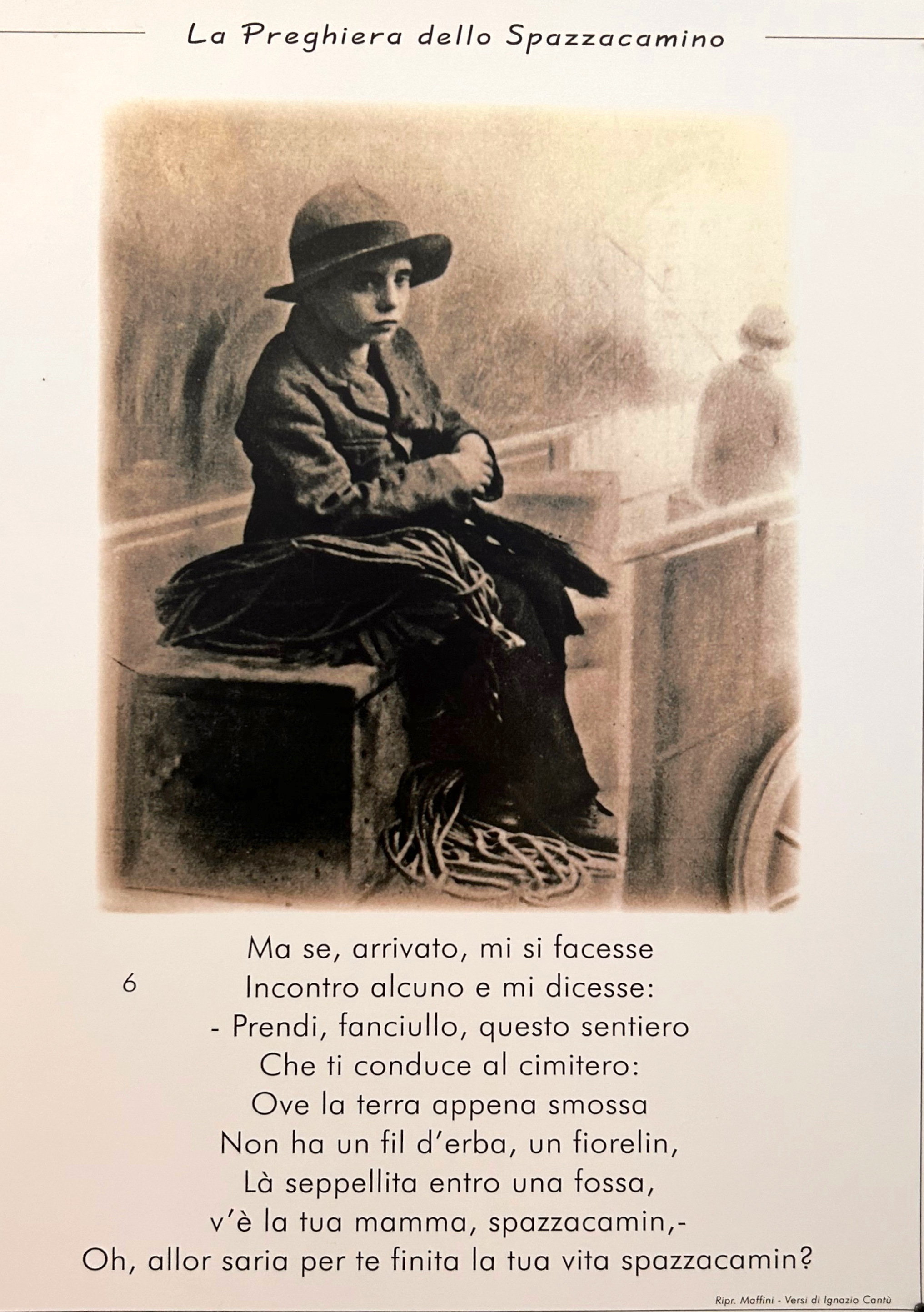
Letzter Vers
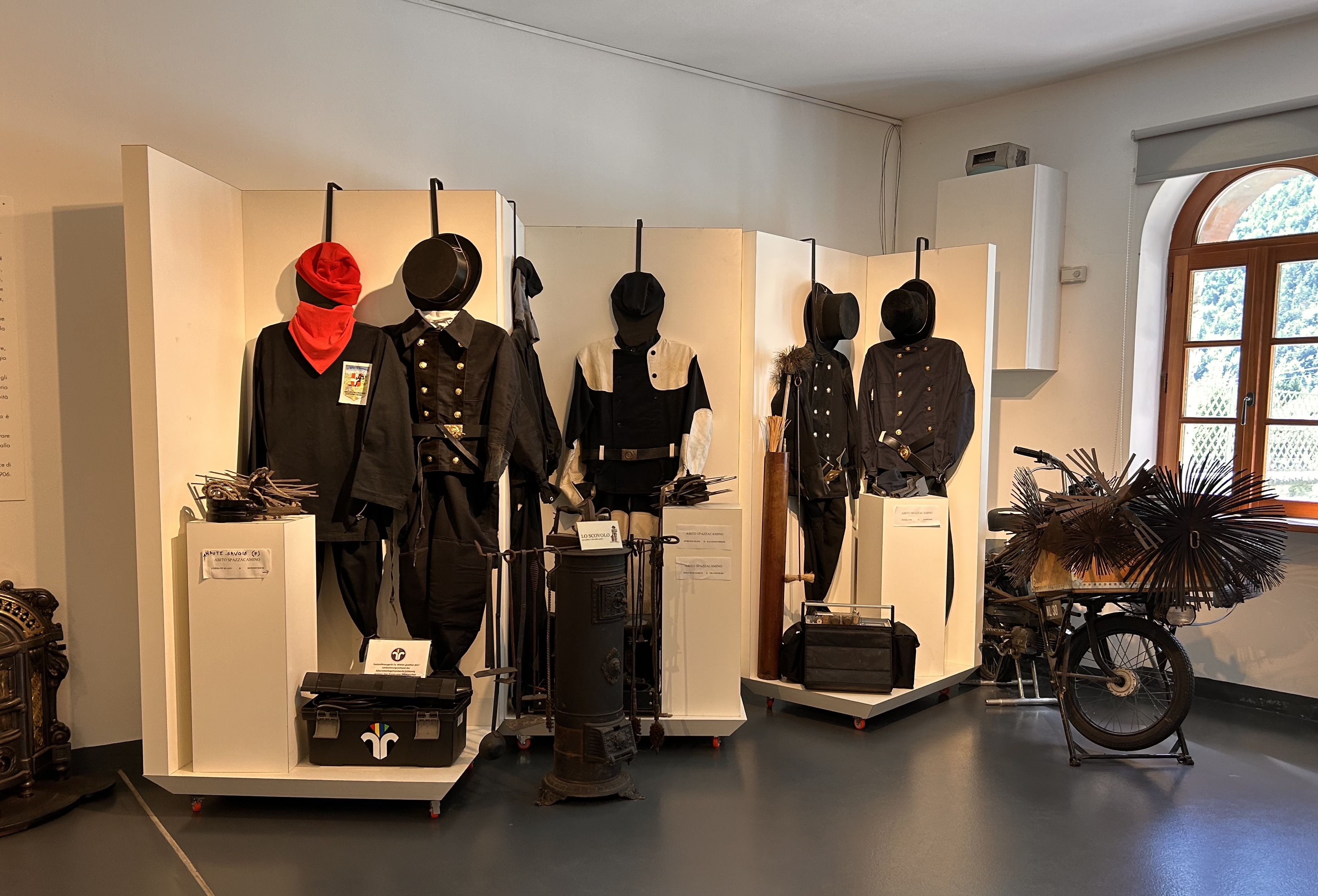
Ausstattung der Schornsteinfeger
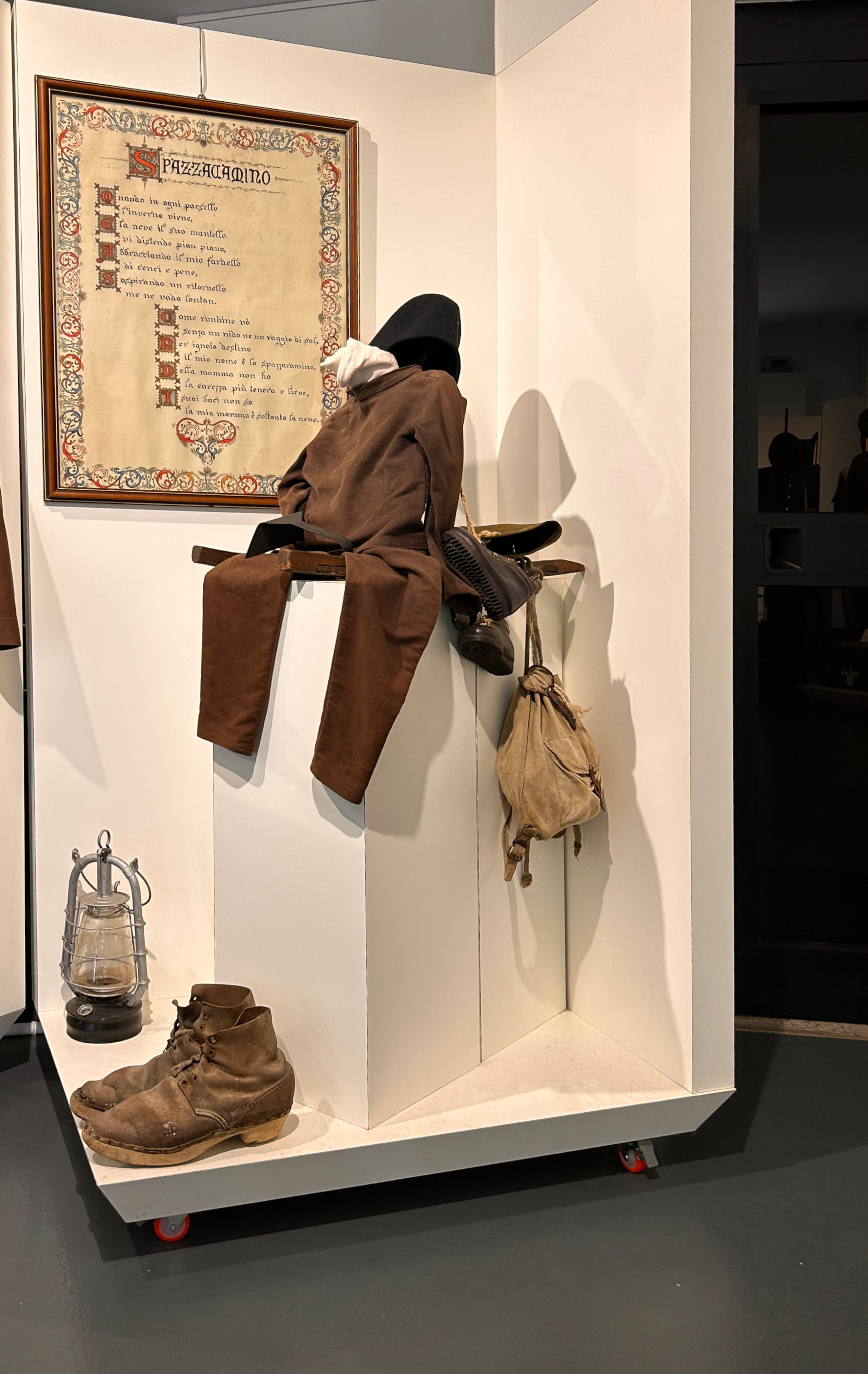
Ausstattung eines kleinen „Spazzacamino“
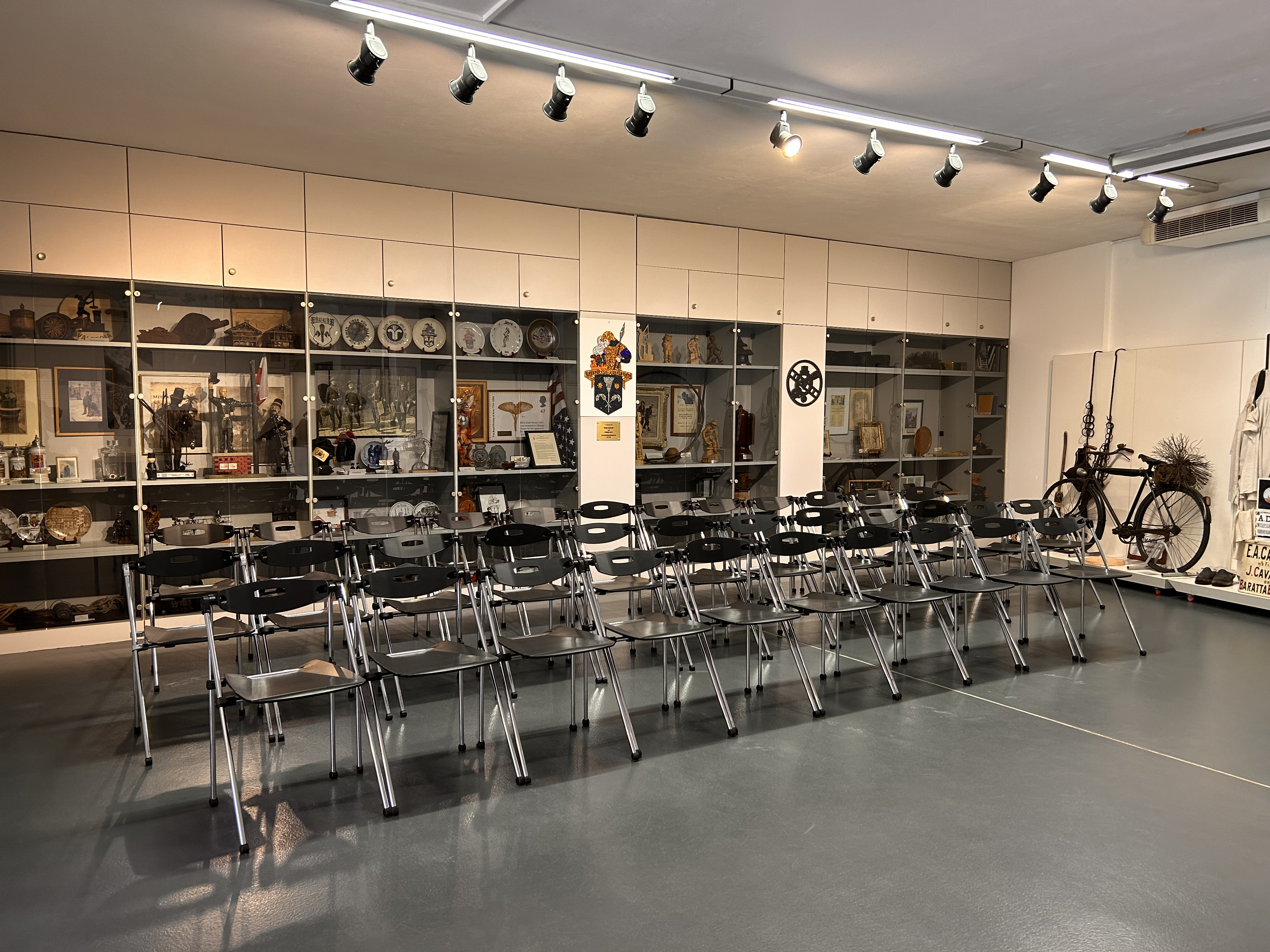
Raum für Veranstaltungen